# Errol Kerr
Errol Kerr (* 12. April 1986 in Truckee, Kalifornien) ist ein US-amerikanisch-jamaikanischer Freestyle-Skier und sporadischer Skirennläufer, der für Jamaika startet. Im Freestyle ist er auf die Disziplin Skicross spezialisiert.

## Karriere
Kerr ist der Sohn eines Jamaikaners und einer US-Amerikanerin. Der Doppelstaatsbürger erlernte das Skifahren in der Region um den Lake Tahoe. Wie die meisten Skicrosser war er zunächst Alpinskiläufer und fuhr zunächst für den amerikanischen Skiverband. Ab Dezember 2001 bestritt er FIS-Rennen, der erste Sieg folgte im März 2003. Ab Februar 2004 kam er auch im Nor-Am Cup zum Einsatz, wobei er sich auf die Disziplinen Abfahrt und Super-G konzentrierte. Nennenswerte Erfolge blieben weitgehend aus, sein bestes Ergebnis in einem Nor-Am-Rennen war ein sechster Platz in der Saison 2006/07. Im September 2006 siegte er bei den neuseeländischen Riesenslalom-Meisterschaften.
Seit der Saison 2007/08 fährt Kerr nur noch sporadisch Alpinrennen. Am 12. Januar 2008 debütierte er, nun für Jamaika startend, im Freestyle-Skiing-Weltcup, und erreichte in Les Contamines den zwölften Platz. Knapp zwei Monate später stieß er in Hasliberg auf den achten Platz vor, dies ist auch sein bisher bestes Ergebnis. Bei der Weltmeisterschaft 2009 in Inawashiro wurde er Zehnter. Mit einem elften Platz am 13. Januar 2010 in L’Alpe d’Huez qualifizierte sich Kerr für die Olympischen Winterspiele 2010 in Vancouver und durfte die Flagge Jamaikas bei der Eröffnungsfeier tragen. Dort war er der erste Jamaikaner, der in einer Skidisziplin an den Start ging. Er schied im Viertelfinale aus und erreichte im Gesamtklassement den neunten Platz unter 33 Teilnehmern.

## Erfolge

### Freestyle
- Weltmeisterschaft 2009: 10. Skicross
- Olympische Winterspiele 2010: 9. Skicross
- 7 Platzierungen unter den besten 20 im Freestyle-Skiing-Weltcup
- 1 Sieg in FIS-Rennen

### Ski Alpin
- 4 Siege in FIS-Rennen